# Loxophlebia senta
Loxophlebia senta är en fjärilsart som beskrevs av Max Wilhelm Karl Draudt 1915. Loxophlebia senta ingår i släktet Loxophlebia och familjen björnspinnare. Inga underarter finns listade i Catalogue of Life.